# جیمی جونز چانا
جیمی جونز چانا (انگلیسی: Jimmy Jones Tchana؛ زادهٔ ۱۴ اوت ۱۹۸۴) بازیکن فوتبال اهل فرانسه است.
از باشگاه‌هایی که در آن بازی کرده‌است می‌توان به باشگاه فوتبال دبرتسنی و باشگاه فوتبال شپرن اشاره کرد.